# Habronattus altanus
Habronattus altanus es una especie de araña saltadora del género Habronattus, familia Salticidae. Fue descrita científicamente por Gertsch en 1934.
Habita en América del Norte.